# Černobílá krev
Černobílá krev (1856, The Quadroon) je dobrodružná novela irskoamerického spisovatele Thomase Mayne-Reida. Jde o westernový příběh, který se odehrává na jihu USA v Louisianě kolem roku 1850 a přináší i informace o tehdejších společenských poměrech, zejména o instituci otroctví a o rasové nenávisti.

## Obsah novely
Mladík Edward zachrání při výbuchu kotle na parníku plujícím po Mississippi majitelku plantáží slečnou Eugénii Besanconovou. V jejím domě se setká s kvadronkou Aurorou, jejíž jedna babička byla černoška a která je proto otrokyní. Oba mladí lidé se do sebe zamilují.
Plantáže pro Eugénii řídí správce Gayarre, který její majetek zpronevěří a rozprodá její otroky včetně Aurory v dražbě. Edward se rozhodne Auroru unést, což se mu sice povede, ale posléze jsou oba dopadeni Gayarrovými lidmi. Edward se ocitne před soudem a čelí Gayarrově žalobě. Když se zdá vše ztraceno, objeví se u soudu mladík Eugén d'Hauteville s listinou, která prokazuje, že Aurora není otrokyně, ale svobodná dívka. Poté podá žalobu, že Gayarre zpronevěřil majetek Eugénie Besanconové. Gayarre se pod tíhou důkazů nakonec přizná a je uvězněn.
Z mladíka Eugéna se vyklube slečna Eugénie. Ta se později vrací na své plantáže a získává své otroky zpět. Aurora, která se stala svobodnou dívkou, se může stát ženou Edwarda.

## Česká vydání
- Černobílá krev, SNDK, Praha 1966, přeložila Alena Matysová.